# Przełęcz Braszowicka
Przełęcz Braszowicka (niem Wacht-Berg) – szeroka przełęcz o wysokości ok. 325 m n.p.m. w południowo-zachodniej Polsce, w Obniżeniu Otmuchowskim. Pod względem administracyjnym położone w woj. dolnośląskim, w pow. ząbkowickim.

## Położenie
Przełęcz położona jest na Przedgórzu Sudeckim, w południowo-zachodniej części Obniżenia Otmuchowskiego, w Masywie Brzeźnicy, około 4 km na południowy zachód od Ząbkowic Śląskich.

## Charakterystyka
Przełęcz jest położona we wschodniej części Masywu Brzeźnicy. Oddziela leżący na północy masyw Grochowiec, od znajdującego się na południu wzniesienia Bukowczyk. Przez przełęcz przebiega droga Braszowice – Brzeźnica.

## Budowa geologiczna
Rejon przełęczy wypreparowany jest w serpentynitach tworzących masyw serpentynitowy Braszowic, ale na powierzchni odsłaniają się jedynie czwartorzędowe gliny deluwialne z rumoszem skalnym.

## Szata roślinna
Rejon przełęczy zajmują użytki rolne.